# Carmenza Duque
Carmen Elvira Duque Uribe (Manizales, 17 de marzo de 1951 - Miami, 22 de mayo de 2025) conocida por su nombre artístico Carmenza Duque, fue una cantante y ocasional actriz colombiana, con una extensa trayectoria en la música que inició en la década de 1970.

## Carrera
Duque inició en la música de la mano del reconocido presentador y actor Otto Greiffestein, quien la incluyó en el reparto de su programa radial La noche fantástica. Su voz impresionó a los oyentes de la emisora Caracol Estéreo, pero por pedido del padre de Duque, su identidad no fue revelada inicialmente, por lo que a su aparición en el programa se le conocía como "la voz fantasma". Más adelante empezó a grabar discos, logrando éxito en su país natal y en otros países de Latinoamérica como Perú, Ecuador y Venezuela. 
Su nivel máximo de popularidad llegó en el año de 1986 cuando interpretó el papel de Carmen Peralta en la producción cinematográfica El niño y el Papa, película dirigida por Rodrigo Castaño que presentaba imágenes de la visita de Juan Pablo II a tierras colombianas. Justamente Duque fue elegida para cantar en la recepción que el entonces presidente Belisario Betancur le realizó al pontífice en la ciudad de Bogotá. A partir de entonces publicó álbumes de manera ocasional, retornando a la escena musical a comienzos de la década de 2000.
Duque publicó más de 40 álbumes en su carrera, entre discos de estudio, sencillos y álbumes de recopilación. En 1993 interpretó el tema principal de la telenovela La potra zaina.

## Familia
Sus padres eran César Duque Estrada y Elvira Uribe Vallejo.
Estaba casada con Enrique Uribe Leiva, quien era sobrino nieto materno del general Lisandro Leyva Mazuera (siendo Enrique sobrino segunda del político Álvaro Leyva Durán, quien también era nieto de Leyva Mazuera), y bisnieto paterno de los expresidente Carlos y Jorge Holguín Mallarino, y del expresidente Miguel Antonio Caro, así como sobrino nieto de Hernando Holguín y Caro y de Clemencia Holguín de Urdaneta, esposa del expresidente Roberto Urdaneta Arbeláez.

## Discografía seleccionada
- Ella es Carmenza Duque (1970)
- Las más bellas canciones de Jorge Villamil (1976)[6]
- Vas a acordarte de mí (1985)
- 15 años (1993)
- Canto a México (1997)
- El corazón del Quindío (1999)
- Ecuador, la mitad del mundo (2001)
- Vuelta al ruedo (2002)[7]
- El secreto de mi voz (2013)